# 高云束腰蟹
高云束腰蟹（学名：Somanniathelphusa gaoyunensis）为束腹蟹科束腰蟹属的动物。在中国大陆，分布于江西等地，多栖息于水田、沟渠洞穴中。